# برايس كينغ
برايس كينغ (بالإنجليزية: Price King)‏ هو منافس ألعاب قوى أمريكي، ولد في 6 مارس 1925، وتوفي في 10 يونيو 2006.

## وصلات خارجية
- برايس كينغ على موقع أوليمبيديا (الإنجليزية)